# جی‌یی پاور
جی‌یی پاور (به انگلیسی : GE Power; پیشین جی‌یی انرژی، به انگلیسی : GE Energy) شرکت آمریکایی در حوزه‌های صنایع نفت‌وگاز و انرژی بود، که شرکت تابعه‌ای از جنرال الکتریک به‌شمار می‌آمد. دفتر مرکزی این شرکت، در شهر آتلانتا، ایالت جورجیا، ایالات متحده آمریکا قرار داشت. دارایی‌های این شرکت در سال ۲۰۲۴ در جی‌ای ورنووا ادغام شد. 

## تاریخچه
در سال‌های نخست از دهه ۲۰۰۰ میلادی، گستردگی بیش از حد فعالیت‌های شرکت خوشه‌ای جنرال الکتریک، این شرکت را به سوی ورشکستگی سوق می‌داد. سرانجام زیان‌های مالی منجر به جدا شدن واحد انرژی جنرال الکتریک گردید. در سال ۲۰۰۸ "جی‌یی انرژی"، از بخش‌ها و زیرمجموعه‌های تولید، انتقال و توزیع انرژی الکتریکی، صنایع نفت و گاز و صنایع آب، به عنوان یک شرکت تابعه از جنرال الکتریک، تشکیل شد. 
در تاریخ ۲۹ مارس ۲۰۱۱، جی‌یی انرژی اعلام کرد که ۹۰٪ درصد از سهام "شرکت کانورتیم" را، با قیمت ۳٫۲ میلیارد دلار آمریکا خریداری کرده‌است.

## عملیات
جی‌یی انرژی در حوزه‌های تولید تجهیزات توزیع برق، انتقال برق و تولید برق، توربین‌ها، و موتورهای گازی، ژنراتورها، سامانه‌های اندازه‌گیری و کنترل کیفیت، رآکتورهای هسته‌ای، تجهیزات تولید و حفاری نفت و گاز، تجهیزات خط لوله، پنل‌های خورشیدی، توربین‌های بخار، توربین‌های بادی و تجهیزات تصفیه آب و دفع پساب‌ها فعالیت می‌کند.